# Ipenoksazon
Ipenoksazon je antagonist NMDA receptora.